# Force of Nature (Tank)
Force of Nature è il primo album in studio del cantante statunitense Tank, pubblicato nel 2001.

## Tracce
1. Throw Your Hands Up – 3:10
2. My Freak – 4:03
3. Maybe I Deserve – 4:49
4. Can't Get Down – 5:12
5. Designated Driver – 4:14
6. What, What, What – 3:15
7. Lady on My Block – 4:46
8. Street Life – 3:41
9. Slowly – 6:07
10. Kill 4 You – 4:30
11. Let It Go – 3:48
12. Bounce and Grind – 5:12
13. I Don't Wanna Be Lovin' You – 4:31
14. Maybe I Deserve (Remix) – 4:45